# Friedrich Wilhelm Unger
Pour les articles homonymes, voir Unger.
Friedrich Wilhelm Unger, né le 8 avril 1810 à Hanovre et mort le 22 décembre 1876 à Göttingen, est un avocat et historien de l'art allemand. 

## Biographie
Friedrich Wilhelm Unger est le fils du secrétaire du Consistoire Friedrich Rudolf Bodo Unger (1777-1821) et de son épouse Luise Frederike Henrietta Unger née Worms (1779-après 1821). À l'âge de 11 ans, son père meurt le 11 mai 1821, et sa mère transfère la tutelle à Johann Andreas Wehner, plus tard également pour son frère cadet Julius Bodo Unger. Pendant deux ans, Unger fréquente le lycée de Gotha en 1827. En 1829, il commence ses études de droit à l'université de Göttingen. Il les interrompt pendant deux ans pour fréquenter l'académie des arts de Munich. En 1832, il retourne à Göttingen et y termine ses études en 1834 avec un doctorat en droit. En 1834, il entre dans la fonction publique à Hanovre comme auditeur officiel. Le 16 mai 1835, il épouse Ernestine Wurm, et en 1837, il devient assesseur officiel. En 1838, il s'installe à Göttingen, où il est habilité à la faculté de droit en 1840. Il devient membre de la commission judiciaire à Göttingen. À partir de 1842, il travaille à la bibliothèque universitaire de Göttingen, où il est employé comme secrétaire de bibliothèque permanent en 1845. Il y commande, entre autres, le "Collecio Libellorum" collecté en 1848 à l'Assemblée nationale dans la Paulskirche de Francfort.
À partir de 1849, il se consacre à l'histoire de l'art, à partir de 1857 il l'enseigne à l'université, en 1858 il en est habilité, au printemps 1863 il est enfin nommé, en plus de son poste de bibliothécaire, professeur associé d'art et d'histoire de l'art et directeur de la galerie académique. L'un de ses principaux intérêts est l'art chrétien et byzantin primitif.
Il meurt à Göttingen et est inhumé au cimetière Bartholomew. Sa pierre tombale, qui est encore conservée aujourd'hui, porte l'inscription suivante : « Le souvenir du juste reste en bénédiction ».
Son fils William Unger devient graveur.

## Publications
- Roemisches und nationales Recht. Eine Schilderung der Stellung des roemischen Rechts im modernen State und vornehmlich des Kampfes zwischen dem nationalen und roemischen Rechte im Koenigreiche Kastilien. Göttingen 1848.
- Göttingen und die Georgia Augusta, Göttingen 1861.
- Quellen der byzantinischen Kunstgeschichte, ausgezogen und übersetzt von Friedrich Wilhelm Unger. Band 1 (= Quellenschriften zur Kunstgeschichte des Mittelalters Bd. 12). Braunmüller, Wien 1878.